# Ртишчево
Ртишчево (рус. Ртищево) је град у Саратовској области у Русији.

## Уопштено
У граду, по подацима и 2007. године, живи 43,3 хиљада становника.
Град је од Саратова удаљен 214 km на северозапад.
Градоначелник Ртишчево је Александар Бисеров.

## Историја
Село Ртишчево је основано 1666. године, као Покровскоје. Године 1723. је преименовано у Ртишчево. Железничка станица Ртишчево је основана 1871. године. Године 1920. станица је добио статус града. Село Ртишчево је прешло у састав града 1971. године.
Борис Калинкин Народни херој Југославије живео је од 1915 до 1931. године у Ртишчеву.

## Становништво
| 1939.  | 1959.  | 1970.  | 1979.  | 1989.  | 2002.  | 2010.  |
| ------ | ------ | ------ | ------ | ------ | ------ | ------ |
| 24.781 | 32.739 | 37.146 | 41.092 | 44.339 | 44.185 | 41.289 |